# Chrysotoxum fratellum
Chrysotoxum fratellum är en tvåvingeart som beskrevs av Shannon 1926. Chrysotoxum fratellum ingår i släktet getingblomflugor, och familjen blomflugor. Inga underarter finns listade i Catalogue of Life.